# Clytoctantes alixii
Clytoctantes alixii là một loài chim trong họ Thamnophilidae.